# Аматнієкі
Аматнієкі (латис. Amatnieki) — село Ропажського кра́ю Гаркалненської волості. Розташоване між ризькою об'їзною дорогою A4 і Мазо Югла, за 6,6 км від центру волосної адміністрації в Бергісі, 7 км від повітового центру Ульброкас і за 17 км від центру Риги.
У 2003 році на незабудованій території, було лише кілька садиб, та визначено статус села. За останні роки поселення розрослося, розвиваючи проекти приватних будинків. Чітко виражений поділ на дві смуги природних умов - піднесений нижній берег і заплаву Мазас Югла. У першому варіанті – сосновий ліс, у другому – занедбані у 1990-х роках культурні луки та ділянки рибницьких ставків. Лише невелика частина території забудована відповідно до норм села – так зване Пейзажне село.

## Населення

### Зміни чисельності населення
За даними ЦСУ в межах існуючих норм.